# سانيا ريتشاردز روس
سانيا ريتشاردز روس (Sanya Richards-Ross) هي لاعبة أولمبية لرياضة ألعاب القوى جاميكية الأصل أمريكية الجنسية تلعب لصالح الولايات المتحدة الأمريكية , شاركت في ألعاب الأولمبياد الصيفية سنة 2004 و حصلت فيها على مدالية ذهبية لسباق 400 متر تتابع وألعاب الأولمبياد الصيفية سنة 2008 وحصلت فيها أيضا على مدالية ذهبية لسباق 400 متر تتابع و برنزية لسباق 400 متر و ألعاب الأولمبياد الصيفية سنة 2012 و حصلت فيها على ميدالية ذهبية لسباق 400 متر تتابع و ذهبية آخر لسباق 400 متر , أي أنها قد حصلت على 5 ميداليات أولمبية في مسيرتها .
سانيا ريتشاردز روس (Sanya Richards-Ross) هي لاعبة أولمبية لرياضة ألعاب القوى من الولايات المتحدة. شاركت في الأولمبياد الصيفي في 2004–2012، وفازت بما مجموعه 5 ميداليات.

## مسيرتهاالرياضية
إنطلقت مسيرة سانيا ريتشاردز روس في ألعاب القوى منذ أن كان عمرها 7 سنوات في فورت لاودردال، فلوريدا . في سن 12 تم منحها الجنسية الأمريكية بعد أن كانت الأولى بين زملائها في رياضة ألعاب القوى . تولى تدريبها كلايد هارت .

## المساند الرسمي
المساند الرسمي لسانيا ريتشاردز روس هو نايكي ، بي بي ، بي إم دبليو وسيتي بنك

## الميداليات
| ذهب | فضة | برونز | المجموع |
| 4   | 0   | 1     | 5       |

## روابط خارجية
- سانيا ريتشاردز روس على موقع الاتحاد الدولي لألعاب القوى (الإنجليزية)
- سانيا ريتشاردز روس على موقع الاتحاد الأمريكي لسباقات المضمار والميدان (الإنجليزية)
- سانيا ريتشاردز روس على موقع الدوري الماسي (الإنجليزية)
- سانيا ريتشاردز روس على موقع اللجنة الأولمبية الدولية (الإنجليزية)
- سانيا ريتشاردز روس على موقع أوليمبيديا (الإنجليزية)
- سانيا ريتشاردز روس على موقع اللجنة الأولمبية والبارالمبية الأمريكية (الإنجليزية)
- سانيا ريتشاردز روس ويكيبيديا الإنجليزية
- سانيا ريتشاردز روس ويكيبيديا الفرنسية

قالب:تذييل بطل أولمبي سباق 400 متر سيدات